# Буккатоджо
Буккатоджо (фр. Buccatoggio корс. Buccatoggiu) — річка Корсики (Франція). Довжина 9,9 км, витік знаходиться на висоті 1 100 метрів над рівнем моря на схилах гори Монт Олмеллі (Mont Olmelli) (1285 м). Впадає в Тірренське море.
Протікає через комуни: Санта-Репарата-ді-Моріані, Сан-Джованні-ді-Моріані, Санта-Марія-Поджо, Сан-Ніколао і тече територією департаменту Верхня Корсика та кантоном: Камполоро ді Моріані (Campoloro-di-Moriani)